# Почесний громадянин Єнакієвого
Почесний громадянин Єнакієвого — почесне звання.

## Перелік осіб
- Береговий Георгій Тимофійович.
- Манагаров Іван Мефодійович.
- Попов Федір Всеволодович.
- Чигрин Володимир Якович.
- Черенков Павло Іванович.
- Ветлицький Іван Іванович.
- Валігура Іван Трохимович.
- Брайлян Філіп Васильович.
- Орлов Яків Матвійович.
- Небукін Василь Іванович.
- Биковський Устим Якович.
- Аносов Олексій Іванович.
- Марков Яків Кузьмич.
- Ніканоркін Анатолій Ігнатович.
- Попов Володимир Федорович.
- Фомічов Василь Михайлович.
- Васюк Матвій Андрійович.
- Стинський Борис Володимирович.
- Нагорський Олександр Федорович.
- Крюк Володимир Андрійович.
- Трошкін Володимир Михайлович.
- Бердичівський Євген Євгенович.
- Гончарова Євдокія Миколаївна.
- Трофимов Віктор Платонович.
- Іларіонов Михайло Федорович.
- Марков Василь Олексійович.
- Янукович Віктор Федорович.
- Жуковський Станіслав Віталійович.
- Янукович Людмила Олександрівна.
- Литвинов Леонід Федорович
- Маркаров Роберт Арутюновіч